# Вила Кортезе
Вѝла Кортѐзе (на италиански: Villa Cortese, на западноломбардски: Villa Cortesa, Вила Кортеза) е градче и община в Северна Италия, провинция Милано, регион Ломбардия. Разположено е на 192 m надморска височина. Населението на общината е 6186 души (към 2012 г.).